# Giuseppe Lepori

Giuseppe Lepori (2 de Junho de 1902 - 6 de Setembro de 1968), foi um político  suíço. 